# Pirelli-Kalender

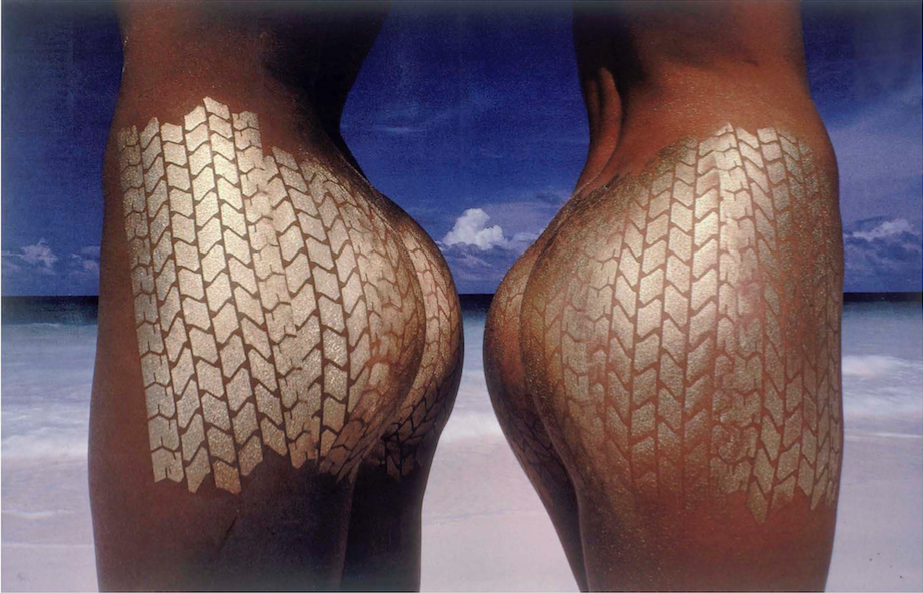
Uwe Ommer: Foto für den Pirelli-Kalender 1984

Der Pirelli-Kalender ist ein Bildkalender, der vom italienischen Reifenhersteller Pirelli in Auftrag gegeben wird. Die erste Ausgabe erschien 1964.
Der Kalender wird nur an ausgewählte Freunde des Unternehmens verschenkt. Im Laufe der Zeit wurde dieser Kalender zum Inbegriff von Erotischer Fotografie. Namhafte Fotografen wie Peter Lindbergh, Bruce Weber, Herb Ritts oder Karl Lagerfeld gestalteten den Kalender. Jedes Jahr kann Pirelli für den Kalender Top-Models wie Gisele Bündchen, Heidi Klum, Cindy Crawford, Adriana Lima, Alessandra Ambrosio oder Naomi Campbell gewinnen.

## Die Fotografen und Schauplätze
| Jahr      | Fotograf                                         | Ort                                   | Models |
| --------- | ------------------------------------------------ | ------------------------------------- | --- |
| 1964      | Robert Freeman                                   | Mallorca, Spanien                     | |
| 1965      | Brian Duffy                                      | Südfrankreich                         | |
| 1966      | Peter Knapp                                      | Al Hoceïma, Marokko                   | |
| 1967      | kein Kalender                                    | kein Kalender                         | kein Kalender |
| 1968      | Harry Peccinotti                                 | Tunesien                              | |
| 1969      | Harry Peccinotti                                 | Big Sur, Kalifornien                  | |
| 1970      | Francis Giacobetti                               | Paradise Island, die Bahamas          | |
| 1971      | Francis Giacobetti                               | Jamaika                               | |
| 1972      | Sarah Moon                                       | Villa Les Tilleuls, Paris             | |
| 1973      | Brian Duffy                                      | London, England                       | |
| 1974      | Hans Feurer                                      | Seychellen                            | |
| 1975–1983 | keine Kalender                                   | keine Kalender                        | keine Kalender |
| 1984      | Uwe Ommer                                        | Bahamas                               | Angie Layne, Suzie-Ann Watkins, Jane Wood, Julie Martin |
| 1985      | Norman Parkinson                                 | Edinburgh, Schottland                 | Iman Abdulmajid |
| 1986      | Bert Stern                                       | the Cotswolds, England                | |
| 1987      | Terence Donovan                                  | Bath, England                         | Ione Brown, Naomi Campbell, Collette Brown, Gillian De Turville, Waris Dirie |
| 1988      | Barry Lategan (choreografiert von Gillian Lynne) | London, England                       | |
| 1989      | Joyce Tennyson                                   | the Polaroid Studios, New York        | Akure Wall |
| 1990      | Arthur Elgort                                    | Sevilla, Spanien                      | |
| 1991      | Clive Arrowsmith                                 | Frankreich                            | Lynne Koester, Rachel Boss, Susie Bick |
| 1992      | Clive Arrowsmith                                 | Almería, Spanien                      | |
| 1993      | John Claridge                                    | Seychellen                            | Christina Estrada, Barbara Moors |
| 1994      | Herb Ritts                                       | Paradise Island, Bahamas              | Helena Christensen, Cindy Crawford, Karen Alexander, Kate Moss |
| 1995      | Richard Avedon                                   | New York                              | Christy Turlington, Naomi Campbell, Farrah Summerford, Nadja Auermann |
| 1996      | Peter Lindbergh                                  | El Mirage, Kalifornien                | Carré Otis, Kristen McMenamy, Eva Herzigová, Navia Nguyen, Nastassja Kinski, Tatjana Patitz |
| 1997      | Richard Avedon                                   | New York                              | Honor Fraser, Ling Tang, Monica Bellucci, Sophie Patitz, Cordula Reyer, Inés Sastre, Waris Dirie, Anna Klevhag, Gisele Zelaui, Irina Pantaeva, Kristina Semenovskaia, Tatiana Zavialova, Marie-Sophie Wilson, Jenny Shimizu, Brandi Quiñones, Nikki Uberti, Julia Ortiz, Annie Morton                                                       |
| 1998      | Bruce Weber                                      | Miami                                 | Tanga Moreau, Stella Tennant, Milla Jovovich, Carolyn Murphy, Eva Herzigová, Patricia Arquette, Shalom Harlow, Kirsty Hume, Elaine Irwin Mellencamp, Kiara Kabukuru, Georgina Grenville, Rachel Roberts, Daryl Hannah |
| 1999      | Herb Ritts                                       | Los Angeles                           | Chandra North, Sophie Dahl, Karen Elson, Michele Hicks, Carolyn Murphy, Shirley Mallmann, Laetitia Casta, Audrey Marnay, Elsa Benítez, Bridget Hall, Angela Lindvall, Alek Wek |
| 2000      | Annie Leibovitz                                  | Rhinebeck, New York City              | Laetitia Casta |
| 2001      | Mario Testino                                    | Neapel, Italien                       | Aurélie Claudel, Rhea Durham, Gisele Bündchen, Karen Elson, Mariana Weickert, Fernanda Tavares, Angela Lindvall, Ana Cláudia Michels, Liisa Winkler, Noémie Lenoir, Frankie Rayder, Carmen Kass |
| 2002      | Peter Lindbergh                                  | Hollywood                             | Amy Smart, Brittany Murphy, Julia Stiles, Rachael Leigh Cook, Erika Christensen, Selma Blair, Lauren Bush, Jaime King, Bridget Moynahan |
| 2003      | Bruce Weber                                      | Kampanien, Italien                    | Sienna Miller, Eva Riccobono, Heidi Klum, Mariacarla Boscono, Isabeli Fontana, Valentina Stilla, Filippa Hamilton, Alessandra Ambrosio, Jessica Miller, Natalia Vodianova, Karolína Kurková, Sophie Dahl, Bridget Hall, Lisa Seiffert, Yamila Díaz                                                                                          |
| 2004      | Nick Knight                                      | London, England                       | Adina Fohlin, Natalia Vodianova, Dewi Driegen, Mariacarla Boscono, Jessica Miller, Esther de Jong, Ai Tominaga, Amanda Moore, Alek Wek, Frankie Rayder, Karolína Kurková, Liberty Ross, Pollyanna McIntosh |
| 2005      | Patrick Demarchelier                             | Rio de Janeiro, Brasilien             | Filippa Hamilton, Julia Stegner, Eugenia Volodina, Naomi Campbell, Isabeli Fontana, Michelle Buswell, Adriana Lima, Erin Wasson, Diana Dondoe, Liliane Ferrarezi, Marija Vujovic, Valentina Zelyaeva |
| 2006      | Mert Alas und Marcus Piggot                      | Côte d’Azur                           | Jennifer Lopez, Kate Moss, Gisele Bündchen, Natalia Vodianova, Karen Elson, Guinevere van Seenus |
| 2007      | Inez van Lamsweerde und Vinoodh Matadin          | studio set                            | Penélope Cruz, Sophia Loren, Lou Doillon, Hilary Swank, Naomi Watts |
| 2008      | Patrick Demarchelier                             | Shanghai, China                       | Agyness Deyn, Lily Donaldson, Doutzen Kroes, Catherine McNeil, Gemma Ward, Sasha Pivovarova, Coco Rocha, Caroline Trentini, Mo Wandan, Du Juan, Maggie Cheung |
| 2009      | Peter Beard                                      | Okawango-Delta, Botswana              | Mariacarla Boscono, Daria Werbowy, Małgosia Bela, Randal Moore, Lara Stone, Emanuela de Paula, Isabeli Fontana |
| 2010      | Terry Richardson                                 | Trancoso, Bahia, Brasilien            | Catherine McNeil, Enikő Mihalik, Ana Beatriz Barros, Miranda Kerr, Rosie Huntington-Whiteley, Abbey Lee Kershaw, Daisy Lowe, Gracie Carvalho, Lily Cole, Marloes Horst, Georgina Stojiljković |
| 2011      | Karl Lagerfeld                                   | Paris                                 | Julianne Moore, Brad Kroenig, Bianca Balti, Elisa Sednaoui, Freja Beha Erichsen, Isabeli Fontana, Magdalena Frąckowiak, Anja Rubik, Abbey Lee Kershaw, Lakshmi Menon, Heidi Mount, Erin Wasson, Natasha Poly, Lara Stone, Daria Werbowy, Iris Strubegger, Jeneil Williams, Garrett Neff, Jake Davies, Baptiste Giabiconi, Sebastien Jondeau |
| 2012      | Mario Sorrenti                                   | Domaine de Murtoli, Sartène, Korsika  | Saskia De Brauw, Isabeli Fontana, Milla Jovovich, Rinko Kikuchi, Margaret Madè, Kate Moss, Edita Vilkevičiūtė, Natasha Poly, Anna Seleznevy, Lara Stone |
| 2013      | Steve McCurry                                    | Rio de Janeiro, Brasilien             | Adriana Lima, Elisa Sednaouri, Petra Němcová, Isabeli Fontana, Liya Kebede, Kyleigh Kuhn, Sônia Braga, Marisa Monte, Hanaa Ben Abdesslem, Summer Rayne Oakes, Karlie Kloss |
| 2014      | Helmut Newton                                    | Toskana, Monte-Carlo                  | |
| 2015      | Steven Meisel                                    | New York City                         | Adriana Lima |
| 2016      | Annie Leibovitz                                  | New York City                         | Yao Chen, Natalja Vodjanova, Kathleen Kennedy, Agnes Gund, Serena Williams, Fran Lebowitz, Mellody Hobson, Ava DuVernay, Tavi Gevinson, Shirin Neshat, Yoko Ono, Patti Smith, Amy Schumer |
| 2017      | Peter Lindbergh                                  | Berlin, Los Angeles, New York, London | |
| 2019      | Albert Watson                                    |                                       | Laetitia Casta, Julia Garner, Gigi Hadid, Misty Copeland |
| 2020      | Paolo Roversi                                    | Paris, Verona                         | Emma Watson, Claire Foy, Kristen Stewart, Yara Shahidi, Mia Goth, Indya Moore, Chris Lee, Rosalía, Stella Roversi |
| 2021      | (kein Kalender wegen Pandemie)                   |                                       | |
| 2022      | Bryan Adams                                      | Capri                                 | Iggy Pop, Kali Uchis, Cher, Grimes, Saweetie |
| 2023      | Emma Summerton                                   | New York, London                      | Karlie Kloss, Adut Akech, Bella Hadid, Emily Ratajkowski, Cara Delevingne, Sasha Pivovarova, Guinevere van Seenus, Ashley Graham, Lauren Wasser, Kaya Wilkins, Adwoa Aboah, Precious Lee, Lila Moss, He Cong |
| 2024      | Prince Gyasi                                     | Ghana, London                         | Otumfuo Nana Osei Tutu II, Naomi Campbell, Margot Lee Shetterly, Angela Bassett, Amanda Gorman, Tiwa Savage, Idris Elba, Jeymes Samuel, Amoako Boafo, Teyana Taylor, Marcel Desailly |
| 2025      | Ethan James Green                                |                                       | |
| 2026      | Sølve Sundsbø                                    |                                       | |